# Campeonato Roraimense de Futebol de 1996
O Campeonato Roraimense de 1996 foi a 41.ª edição (2.ª profissional) desta competição futebolística organizada anualmente pela Federação Roraimense de Futebol (FRF).
A competição começou em 20 de abril e encerrou em 7 de julho. O campeão foi o Baré, campeão do segundo turno, que venceu o GAS, campeão do primeiro turno, na decisão pelo placar de 2–1. Esse foi o vigésimo quinto título barelista na história do torneio e garantiu uma vaga à Série C de 1996 para ambos, e à Copa do Brasil de 1997, apenas para o Baré.

## Participantes
- Atlético Roraima Clube (Boa Vista)
- Baré Esporte Clube (Boa Vista)
- Grêmio Atlético Sampaio 'GAS' (Boa Vista)
- Atlético Progresso Clube (Mucajaí)
- Atlético Rio Negro Clube (Boa Vista)

## Resultados

### Primeiro turno
O jogo de estreia seria a preliminar entre GAS e Progresso, em 20 de abril, às 18h00min (horário local). Por ser estreante, o GAS vinha com o desejo de golear o Progresso e que seriam a "surpresa do campeonato". O jogo de fundo, entre Baré e Rio Negro, deixaria claro a rivalidade entre ambos, que apresentaram maior volume de contratações. No fim, o GAS perdeu para o Progresso por 2–0 e o Baré e Rio Negro empataram por 1–1. Roraima folgou nesta rodada. 
O campeão deste turno foi conhecido em 11 de maio, no jogo entre GAS e Baré, onde o Leão Dourado sagrou-se campeão por 1–0 com gol de rebote de Sady aos 44 minutos do primeiro tempo, garantindo a primeira vaga roraimense à Série C daquele ano. O Baré também conquistou uma vaga à Série C na vitória por 1–0 contra o Roraima, com gol de Marlon.

### Segundo turno
Para a nova fase, todos os clubes voltavam com motivação, pois quem fosse campeão na grande decisão, garantia vaga à Copa do Brasil, e na FRF havia uma expectativa de uma fase mais acirrada, embora o favorito fosse o GAS. O jogo de estreia foi em 25 de maio, entre Rio Negro e GAS, e o jogo entre Roraima e Progresso. A equipe do GAS prometia buscar a classificação (à copa nacional), a do Rio Negro e Progresso uma campanha melhor e a do Roraima vinha com motivação com a nova diretoria.
O campeão deste turno foi conhecido em 29 de junho, no jogo entre Baré e Roraima. A equipe tricolor dominou boa parte da partida, inclusive abrindo o placar aos 2 minutos do segundo tempo com Chulapa, inclusive quase ampliando depois, mas a falta de preparo físico dos tricolores e os barelistas com um futebol mais ofensivo, fizeram ceder o empate aos 15 minutos. O técnico José Carlos, do Baré, mandou a campo Júnior, que aproveitou um cruzamento pela direita e empatou o jogo, para a festa dos torcedores. Graças ao empate, o Baré garantiu o título do segundo turno e uma vaga à final do torneio.

### Final
Quem vencesse a final sagraria-se campeão desta edição e garantiria a única vaga roraimense à Copa do Brasil.
| 7 de julho | Baré | 2 - 1 | GAS |  |
|            |      |       |     |  |